# St. James (North Carolina)
St. James is een plaats (town) in de Amerikaanse staat North Carolina, en valt bestuurlijk gezien onder Brunswick County.

## Demografie
Bij de volkstelling in 2000 werd het aantal inwoners vastgesteld op 804.

## Geografie
Volgens het United States Census Bureau beslaat de plaats een oppervlakte van
9,0 km², geheel bestaande uit land.

## Plaatsen in de nabije omgeving
De onderstaande figuur toont nabijgelegen plaatsen in een straal van 16 km rond St. James.